# Manuel Benício
Manoel Benício (Pernambuco, data desconhecida — local e data de morte desconhecidos) foi um professor, tabelião, militar e jornalista brasileiro radicado em Niterói.
Cursou o Colégio Militar, mas não chegou a se formar. Trabalhou como repórter do jornal O Tempo, durante a Revolta da Armada. Em 1897 o Jornal do Commercio o enviou a Canudos como correspondente de guerra.
Foi o primeiro repórter a denunciar a desorganização, fome e erros estratégicos da quarta expedição contra o arraial de Canudos. Por isso, foi fortemente repudiado pelo Clube Militar, que exigiu sua retirada da frente de batalha, o que levou o Jornal do Commercio a parar de publicar suas reportagens sobre a guerra.
Dois anos depois, em 1899, publicou o livro O Rei dos Jagunços: crônica histórica e de costumes sertanejos sobre os acontecimentos de Canudos. Três anos depois, Euclides da Cunha publicaria sua obra-prima Os Sertões (1902), sobre esta mesma guerra.